# Sorry Children
 (mai 2021).
 (mai 2021).
Si vous disposez d'ouvrages ou d'articles de référence ou si vous connaissez des sites web de qualité traitant du thème abordé ici, merci de compléter l'article en donnant les références utiles à sa vérifiabilité et en les liant à la section « Notes et références ».
 (mai 2021).
La mise en forme du texte ne suit pas les recommandations de Wikipédia : il faut le « wikifier ».
Les points d'amélioration suivants sont les cas les plus fréquents :
- Les titres sont pré-formatés par le logiciel. Ils ne sont ni en capitales, ni en gras.
- Le texte ne doit pas être écrit en capitales (les noms de famille non plus), ni en gras, ni en italique, ni en « petit »…
- Le gras n'est utilisé que pour surligner le titre de l'article dans l'introduction, une seule fois.
- L'italique est rarement utilisé : mots en langue étrangère, titres d'œuvres, noms de bateaux, etc.
- Les citations ne sont pas en italique mais en corps de texte normal. Elles sont entourées par des guillemets français : « et ».
- Les listes à puces sont à éviter, des paragraphes rédigés étant largement préférés. Les tableaux sont à réserver à la présentation de données structurées (résultats, etc.).
- Les appels de note de bas de page (petits chiffres en exposant, introduits par l'outil «  Source ») sont à placer entre la fin de phrase et le point final[comme ça].
- Les liens internes (vers d'autres articles de Wikipédia) sont à choisir avec parcimonie. Créez des liens vers des articles approfondissant le sujet. Les termes génériques sans rapport avec le sujet sont à éviter, ainsi que les répétitions de liens vers un même terme.
- Les liens externes sont à placer uniquement dans une section « Liens externes », à la fin de l'article. Ces liens sont à choisir avec parcimonie suivant les règles définies. Si un lien sert de source à l'article, son insertion dans le texte est à faire par les notes de bas de page.
- La présentation des références doit suivre les conventions bibliographiques. Il est recommandé d'utiliser les modèles {{Ouvrage}}, {{Chapitre}}, {{Article}}, {{Lien web}} et/ou {{Bibliographie}}. Le mode d'édition visuel peut mettre en forme automatiquement les références.
- Insérer une infobox (cadre d'informations à droite) n'est pas obligatoire pour parachever la mise en page.

Pour une aide détaillée, merci de consulter Aide:Wikification.
Si vous pensez que ces points ont été résolus, vous pouvez retirer ce bandeau et améliorer la mise en forme d'un autre article.
 (mai 2021).
Sorry Children est une association loi de 1901 française dont l’objet est de contribuer à la prise de conscience environnementale et sociétale et de proposer des centaines d’actions pour atténuer notre impact, s’adapter aux bouleversements à venir et inventer de nouveaux modèles de société. Ses principaux outils sont le site internet Sorry Children et la campagne d’alerte #lapireexcuse.

## Le site internet Sorry Children
Le pari du site sorrychildren.com est de prendre à contrepied la question de notre responsabilité individuelle dans les bouleversements écologiques et sociétaux actuels en proposant aux internautes de générer des excuses de tous types (psychologiques, morales, culturelles, sociales, financières, etc.) et partager leur pire excuse pour ne pas agir à la hauteur des enjeux. Cette porte d’entrée est évidemment un prétexte décalé pour mettre en lumière et inviter à dépasser les mécanismes (cognitifs, psychologiques, sociologiques, etc.) qui freinent nos actions.
Le site s’articule en trois parties. Une première est centrée sur les excuses avec le générateur et les photos des pires excuses mais aussi les meilleures actions des internautes pour ne pas donner ces excuses. Une seconde partie explique  « Pourquoi il va falloir nous excuser » fournissant des données sur le contexte écologique et sociétal actuel et la perspective scientifique d’un effondrement systémique global. Enfin, une troisième partie propose des centaines d’actions pour « Agir aujourd’hui plutôt que s’excuser demain », renvoyant aux initiatives de collectifs, associations, personnes engagées.
Rejoignant le modèle du changement de cap proposé par l’écologiste Joanna Macy, le site rappelle en préambule de la partie présentant les actions possibles qu'elles ne sont réellement profitables que si elles s’accompagnent d’un profond changement de conscience.
Le site propose également une section ressources, participative, listant de nombreux médias (écrits, vidéos, sites internet, etc.) sur l’écologie au sens large.

## La campagne #lapireexcuse
Lancée en mars 2019 par l’association Sorry Children et le photographe et street artist Josef Helie, la campagne #lapireexcuse propose aux internautes de partager sur le site Sorry Children et les réseaux sociaux leurs pires excuses, accompagnées de leurs meilleures actions, directement depuis la section #lapireexcuse du site Sorry Children, ou en étant pris en photo par Josef Helie sur un stand tenu par l’association Sorry Children,. Par ailleurs, Sorry Children et Josef Helie ont fait participer à cette campagne de nombreuses personnalités des milieux scientifiques, politiques, artistiques, activistes, parmi lesquelles Abd al Malik, Cécile Colonna d'Istria, Dominique Bourg, Héloïse Lhérété, Noam Chomsky, Cyril Dion, Anny Duperey, Anne Hidalgo, Nicolas Hulot, le groupe IAM, Luc Jacquet, Jean Jouzel, Jean-François Julliard, Philippe Katerine, Titouan Lamazou, Lucie Lucas, Corinne Masiero, Valérie Masson-Delmotte, Guillaume Meurice, Clara Morgane, Klez Brandar, Claire Nouvian, François Ruffin, Nassira Feghoul, Pablo Servigne, Francis Kuntz ou encore Didier Super. Ces nombreuses participations ont permis à la campagne d’être très visible sur les réseaux et de toucher plusieurs millions d’internautes.

## Historique
L’idée d’un générateur d’excuses à donner à nos enfants vient de la conférence Électrochoc que proposent les initiateurs du projet Sorry Children, Gregory Poinsenet et Pierre Charrier, via la société MoOt Points, aux collectivités, institutions et entreprises.
L’objectif de cette conférence est de présenter la situation écologique et sociétale actuelle, la perspective scientifique d’un effondrement systémique global et les réactions que cet état de fait peuvent enclencher. Le générateur d’excuses avait été imaginé dans le but de toucher la responsabilité intime des participants et de faire redescendre la pression après avoir présenté de nombreuses données à fort potentiel anxiogène et permettait d’introduire la dernière partie de la conférence en les interrogeant : « Que fait-on maintenant ? On s’excuse... ou on agit ? » Rapidement l’idée de mettre en ligne le générateur et d’en faire un site accessible au grand public s’est imposée ainsi que le nom du projet : Sorry Children. Grâce au travail bénévole du développeur Martin Desrumaux et du graphiste Thomas Lammens une première version du site sorrychildren.com voit le jour en juin 2018. Le site comporte alors ses 3 sections principales (générateur, données scientifiques et actions) qui seront enrichies au fur et à mesure par la suite.
Le projet Sorry Children est alors porté par l'association whyboOk, créée en 2012, dont l'objet est de gérer et animer le site whybook.org permettant d'interpeller les décideurs politiques et économiques en leur posant des questions qui sont envoyées aux intéressé(e)s lorsqu'elles atteignent un certain nombre de votes,. Dès 2018, l'activité de l'association se recentre sur Sorry Children et l'association change définitivement de nom en 2020, devenant Association Sorry Children.
Fin 2018 la rencontre de Sorry Children avec le photographe et street artist Josef Helie donne naissance au projet de campagne photographique #lapireexcuse. Séduites par son côté décalé et percutant, plusieurs personnalités engagées rejoignent rapidement la campagne, notamment Pablo Servigne et Cyril Dion. La campagne est lancée sur les réseaux sociaux et dans les rues de Bordeaux et Paris le 12 mars 2019 avec 80 personnalités. Le site connaît alors un fort regain d’affluence et la campagne #lapireexcuse est largement relayée sur les réseaux sociaux et reprise par certaines manifestations comme les marches pour le climat ainsi que par des collectifs tels que Nous voulons des coquelicots. Depuis mars 2019 plusieurs dizaines de personnalités ont rejoint progressivement la campagne et des centaines d’internautes publient leurs excuses sur le site internet et les réseaux sociaux.

## Le livre Sorry Children, les pires excuses à donner demain à nos enfants pour avoir ravagé la planète et autant d'actions pour agir aujourd'hui
En septembre 2021 les fondateurs de l'association sortent un livre réunissant de nombreuses photos de la campagne #lapireexcuse, constitué de 20 chapitres décryptant les mécanismes psychologiques, sociologiques ou encore cognitifs bloquant, individuellement, le passage à l'action écologique. Le livre parait aux éditions Alternatives Gallimard. Se voulant grand public, il invite les experts comme les néophytes à transcender ces blocages et agir rapidement pour réduire notre impact et construire des modèles beaucoup plus résilients et compatibles avec le vivant.